# Teratoppia pluripectinata
Teratoppia pluripectinata är en kvalsterart som beskrevs av Balogh och Sandór Mahunka 1978. Teratoppia pluripectinata ingår i släktet Teratoppia och familjen Teratoppiidae. Inga underarter finns listade i Catalogue of Life.